# Anneslea
- Commons
- Wikispecies

Anneslea Wall.  é um género botânico pertencente à família Pentaphylacaceae.

## Sinonímia
- Paranneslea  Gagnep.

## Espécies
| - Anneslea alpina - Anneslea amazonica - Anneslea brasíliana - Anneslea crassipes - Anneslea dounaiensis - Anneslea fragrans - Anneslea hainanensis | - Anneslea lanceolata - Anneslea monticola - Anneslea paradoxa - Anneslea rubriflora - Anneslea spinosa - Anneslea steenisii - Anneslea ternstrocmioidea |